# Antiguos territorios orientales de Alemania

Territorios alemanes perdidos tras las dos guerras mundiales en negro, actual territorio de Alemania en gris oscuro.

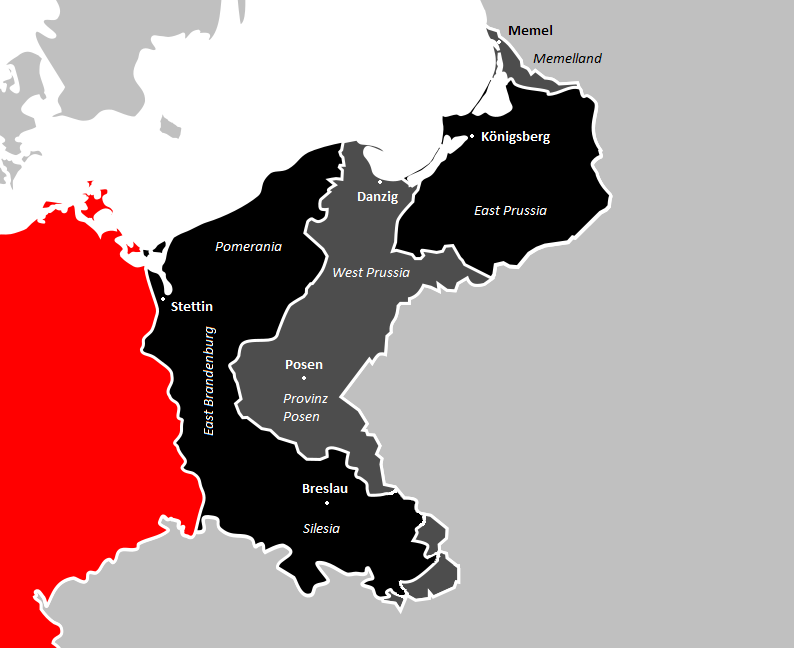
Antiguos territorios orientales de Alemania, perdidos tras la Primera y Segunda Guerra Mundial, en gris y negro respectivamente. La actual Alemania se muestra en rojo.

Los antiguos territorios orientales de Alemania (del alemán: Ehemalige deutsche Ostgebiete) son aquellas provincias o regiones tradicionalmente alemanas situadas al este de la línea de control con Polonia trazada por la Comisión Aliada de Control en 1945 y que actualmente pertenecen a otros países soberanos. Estos territorios incluían la Provincia de Posen (perdida después de la Primera Guerra Mundial) y Prusia Oriental, Pomerania Central, Brandeburgo Oriental y Baja Silesia (perdidas tras la Segunda Guerra Mundial); y otras regiones más pequeñas. En la Alemania actual, este término se suele usar para referirse solamente a los territorios perdidos en la Segunda Guerra Mundial.
Alemania pasó de poseer un territorio europeo de 540 857 km² antes de la Primera Guerra Mundial (1914) a 357 022 km² después de la Reunificación de Alemania (1990).

## Uso del término

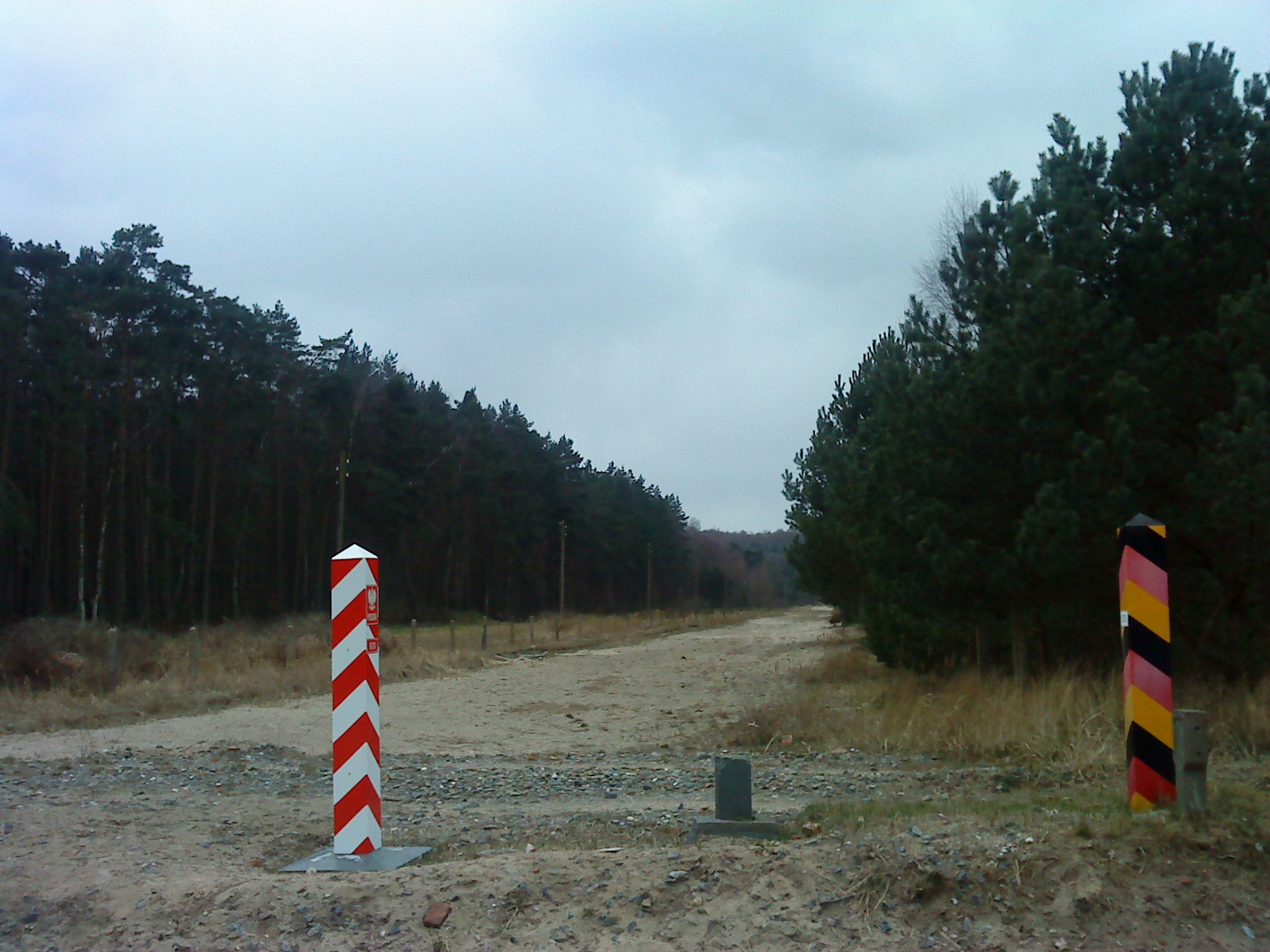
Línea Óder-Neisse en Usedom.

En el Acuerdo de Potsdam, la descripción de los territorios conquistados fue «Antiguos territorios orientales de Alemania (al este de la línea Óder-Neisse)», y las permutaciones de esta descripción son los más usados comúnmente para describirlos.
Mientras que la denominación Alemania Oriental o del Este, término político, fue usado coloquialmente para denominar a República Democrática Alemana (RDA), la cual se mantuvo durante el siglo XX con las fronteras establecidas después de la Segunda Guerra Mundial. Mientras que en Alemania solo se usaba el término Ostdeutschland, que significa Alemania del Este u Oriental, término ambiguo que nunca ganó en predominancia al término inglés.
Mientras que Alemania del Este siguió utilizando esta denominación para los territorios orientales cedidos en la Segunda Guerra Mundial. El término se usó para diferenciarla en el periodo de posguerra de los cinco respectivos Estado alemanes de la Alemania Reunificada. Por otro lado, todo esto es desde una perspectiva exterior, ya que la población y las instituciones de los estados, que tradicionalmente se han denominado Alemania Central, al igual que los tres nuevos estados del sur Sajonia-Anhalt, el Estado Libre de Sajonia y el Estado libre de Turingia (desaparecido en 1952), todavía usan el término de Alemania Central cuando se refieren a esa área y sus instituciones.

## Antiguos territorios orientales de Alemania en la política delsigloXX
De 1919 a 1990 la soberanía de la mayor parte de estas zonas estuvo sujeta a una fuerte actividad diplomática. Entre las dos guerras mundiales, mucha gente reclamó en Alemania que los territorios cedidos por Alemania en 1919 bajo el Tratado de Versalles (la mayoría de los cuales fueron absorbidos por Polonia) retornasen a Alemania. Esta reclamación fue un importante precursor de la Segunda Guerra Mundial. En 1939 después de la invasión de Polonia, Alemania volvió a ocupar y anexó estos territorios (además de una porción adicional de Polonia que previamente nunca fue parte del Imperio alemán o segundo Reich). Alemania, subsecuentemente, perdió todos los territorios al este de la línea Óder-Neisse al final de la Segunda Guerra Mundial en 1945, cuando el reconocimiento internacional de sus derechos sobre la jurisdicción sobre cualquiera de esos territorios fue descartada. Los territorios orientales alemanes al este de la línea Óder-Neisse, de acuerdo a las fronteras alemanas de 1937, con la excepción de la zona norte de Prusia Oriental administrada por la Unión Soviética, comenzaron a denominarse Territorios Recuperados en Polonia después de la Segunda Guerra Mundial.
Después de la Segunda Guerra Mundial, la llamada "cuestión alemana" fue un importante factor de la historia y política Alemana de posguerra. El debate afecto a la política y a la diplomacia de la Guerra Fría y jugó un importante papel en las negociaciones encaminadas a la reunificación de Alemania en 1990. En dicho año, Alemania oficialmente reconoció la frontera de la posguerra a la vez que establecía la reunificación de las dos Alemanias, acabando con cualquier posible reclamación residual de soberanía que Alemania pudiese tener sobre algún territorio al este de los ríos Oder y Neisse.

## Territorios Orientales de Alemania de 1871 a 1945

### Fundación del Imperio

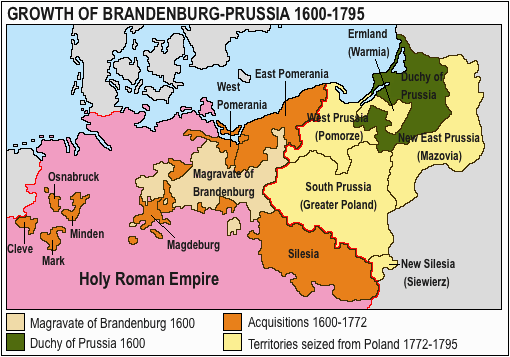
Crecimiento de Brandemburgo-Prusia (1600-1795).

Imperio alemán entre 1871 y 1918.

En el momento de creación del Imperio alemán en 1871, Prusia era la parte más grande e influyente dentro del imperio. Por otro lado, los territorios de Brandeburgo Oriental, Silesia, Pomerania y las provincias de Prusia y Posen eran todos parte del territorio inicial que dio origen al Imperio alemán en 1871. Más tarde, estos territorios serían denominados en Alemania "Ostgebiete des deutschen Reiches" (en español: Territorios orientales del Imperio alemán).
En algunas áreas, como la Provincia de Posen o la parte sureste de la Alta Silesia, el área que se conocería más tarde como el Corredor polaco la mayoría de la población era polaca, mientras que en otros era alemana. Bajo el Tratado de Versalles, los territorios con mayoría de población polaca fueron cedidos a Polonia, incluso si sus habitantes habían votado en contra en referéndum. Sin embargo, las demandas de las etnias alemanas en Polonia, para reconsiderar la justicia de estos reasentamientos mantuvo la cuestión vigente, de si los territorios deberían pertenecer a Alemania o Polonia. Este debate constituyó una de las causas de la Segunda Guerra Mundial.

### Tratado de Versalles

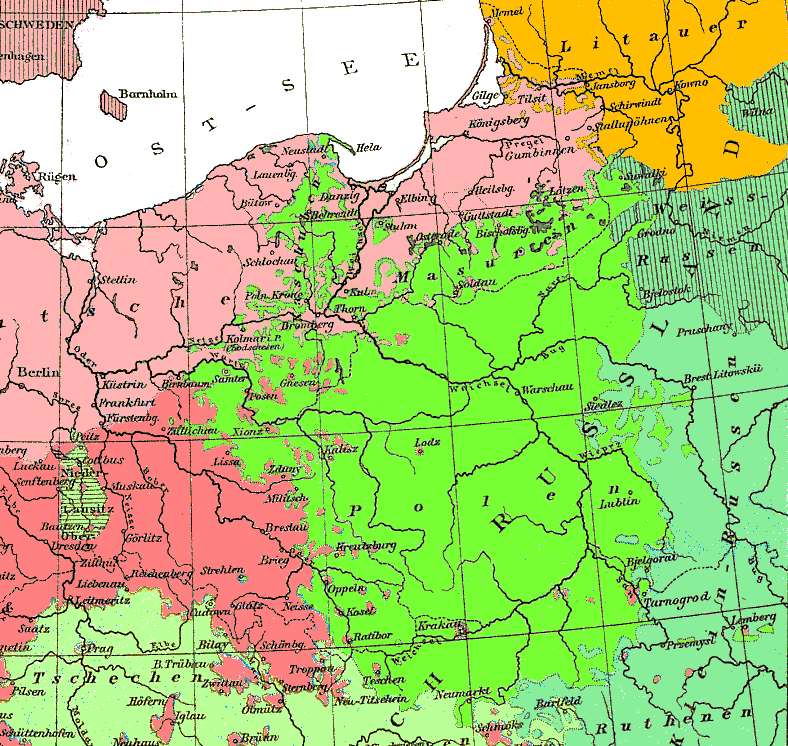
Atlas alemán de 1880 mostrando los grupos étnicos.

Las conclusiones del Tratado de Versalles al final de la Primera Guerra Mundial obligaron a Alemania a transferir algunos territorios a otros países. En Europa central, estos incluían:
- La mayor parte de la Gran Polonia ("Provincia de Posen") y Pomerelia (partes de Prusia Oriental), la mayoría del Reino de Prusia fue incluido en las Particiones de Polonia entregadas al restablecido estado polaco después de la Sublevación de la Gran Polonia (este territorio comprendía un área de 53.800 km² 4 224 000 habitantes en (1931) incluyendo 510 km² y 26 000 habitantes de la Alta Silesia).[9]
- El Área Hlucín de Región de Moravia-Silesia a Checoslovaquia (316 o 333 km² y 49 000 habitantes),
- La parte este de la Alta Silesia (incluyendo Katowice), a Polonia (área 3.214 km² y 965 000 habitantes),
- La parte noreste de Prusia Oriental, denominada Territorio de Memel, el cual fue puesto bajo control de Francia (y más tarde anexionado por Lituania, con el nombre de Región Klaipeda.
- El área de Dzialdowo (Soldau) (área 492 km² a Polonia; unas cuantas villas en el este de Prusia Occidental y la parte sur de Prusia Oriental (Varmia y Masuria) a Polonia después del Plebiscito de Prusia oriental.
- La ciudad de Dánzig (en polaco y actual Gdansk) con el delta del río Vistula al mar Báltico, creándose la Ciudad Libre de Dánzig bajo administración de la Sociedad de naciones y parcialmente bajo autoridad polaca (área 1.893 km², 408 000 habitantes 1929).

### Anexión alemana del Área Hultschin y del Territorio de Memel

Alemania de Weimar en 1925.

En octubre de 1938 el Área Hlučín (Hlučínsko en checo, Hultschiner Ländchen en alemán) de la Región de Moravia-Silesia que fue cedida a Checoslovaquia en virtud del Tratado de Versalles fue anexionada por el Tercer Reich junto al resto de zonas que perdió Checoslovaquia de acuerdo a los Acuerdos de Múnich. Por otro lado, al contrario que otros territorios anexionados de Checoslovaquia, no fue integrada en la provincia de los Sudetes (del alemán: Sudetengau) (región administrativa que contenía los Sudetes) pero no Prusia (Alta Silesia).
A finales de 1938, Lituania perdió el control de la situación de la región de Klaipėda (el antiguo Territorio de Memel. En las primeras horas del 23 de marzo de 1939, después de un ultimátum político de una delegación lituana enviada a Berlín, el ministro lituano de asuntos exteriores Juozas Urbšys y su contrapartida alemán Joachim von Ribbentrop firmaron el Tratado de cesión del Territorio de Memel a Alemania a cambio de la zona libre lituana en el puerto de Memel, en las instalaciones erigidas años atrás.

### Segunda Guerra Mundial

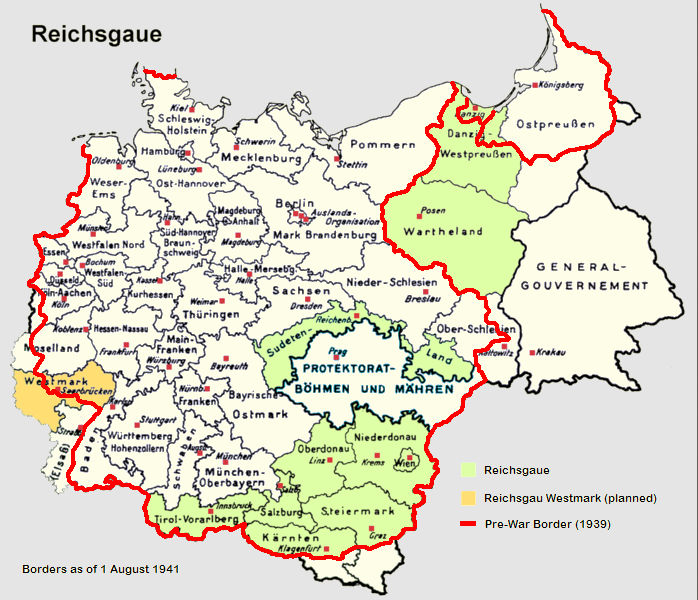
Mapa de las provincias del Reich (Reichsgaue) en 1941

Con la derrota de Polonia en 1939 en los comienzos de la Segunda Guerra Mundial, Alemania se anexionó los territorios orientales que había perdido previamente por el Tratado de Versalles, y otros territorios orientales. Estos cambios territoriales no fueron reconocidos por los gobiernos Aliados, que después de la Declaración de las Naciones Unidas de 1942 fueron también conocidos como Organización de las Naciones Unidas.
Después de invadir Polonia en 1939, el Tercer Reich se anexionó las tierras cedidas por el Imperio alemán a la Segunda República Polaca en 1919–1922 por el Tratado de Versalles, incluyendo el "Corredor polaco", Prusia Oriental, la Provincia de Posen, y partes del este de la Alta Silesia. El consejo de la Ciudad Libre de Dánzig votó para volver a ser parte de Alemania, aunque los polacos y judíos fueron privados de su derecho a voto al igual que todos los partidos no nazis. Partes de Polonia que no habían sido parte del Imperio alemán también fueron incorporadas al Tercer Reich.
Dos decretos de Adolf Hitler (del 8 y 12 de octubre de 1939) determinaron la división de las áreas anexionadas de Polonia en las siguientes unidades administrativas:
- Reichsgau de Wartheland (inicialmente Reichsgau de Posen), que incluía el Voivodato de Poznan, la mayoría del Voivodato de Lodz, cinco condados de Voivodato de Pomerania, y el Condado de Działdowo County del Voivodato de Varsovia.
- Reichsgau de Dánzig-Prusia Occidental (inicialmente Reichsgau de Prusia Occidental), que consistía en el resto del Voivodato de Pomerania y la Ciudad Libre de Dánzig.
- Distrito de Ciechanow (Regierungsbezirk de Zichenau), consistente en los cinco condados norte del Voivodato de Varsovia (Plock, Plonsk, Sierpc, Ciechanow, y Mlawa), que formaban parte de Prusia Occidental.
- Distrito de Katowice (Regierungsbezirk Kattowitz), o de forma no oficial Alta Silesia del Este (Ost-Oberschlesien), que incluía los condados de Sosnowiec, Bedzin, Chrzanow, y Zawiercie, y partes de los condados de Olkusz y Zywiec.

Estos territorios tenían un área de 94 000 km² y una población de 10.000.000 de personas. El resto del territorio polaco fue anexionado por la Unión Soviética (c. 52 %; ver Pacto Ribbentrop-Mólotov) o integrado bajo el control del Gobierno General de la zona de ocupación alemana.
Después del ataque alemán a la Unión Soviética en junio de 1941, el Voivodato de Bialystok, que incluía los condados de Bialystok, Bielsk Podlaski, Grajewo, Lomza, Sokolka, Volkovysk, y Grodno, fueron "asignados" (no incorporados) a Prusia Oriental, mientras que Galitzia Oriental fue transferida al Gobierno General.

### Conferencia de Potsdam

Perdidas territoriales de Alemania en periodo de 1919 a 1945

En la Conferencia de Potsdam, los Estados Unidos, el Reino Unido y la Unión Soviética fijaron los territorios alemanes dentro de las fronteras de la Alemania Nazi de 1937 y al este de la línea Óder-Neisse, y con la excepción de algunas partes de Prusia Oriental, pasaron formalmente bajo el control administrativo de Polonia (que fueron referidos por el gobierno comunista polaco como "territorios recuperados"). Se preveía que un tratado de paz definitivo sería firmado en breve y confirmaría esta frontera o bien determinaría cualquier alteración. El norte de Prusia Oriental y el territorio de Memel fueron puestos bajo el control administrativo soviético. La Ciudad Libre de Dánzig fue colocada bajo administración polaca. La población alemana al este de la línea Óder-Neisse fue expulsada.

## Posguerra después de la Segunda Guerra Mundial
Entre 1945 y 1990, la disputa sobre la disposición final sobre estos territorios estuvo sujeta a un debate de ámbito internacional.
El gobierno de Alemania occidental prefería usar la frase: "los Antiguos territorios orientales de Alemania temporalmente bajo autoridad de las administraciones de Polonia y la Unión Soviética". (Nota: estos "Antiguos territorios orientales de Alemania" se referían a los territorios alemanes de antes de 1937). Esta denominación fue utilizada en la Conferencia de Potsdam, pero solo por la República Federal de Alemania que Polonia y la URSS rechazaron usarla, ya que dicha observación llevaba implícito que algún día estos territorios podrían revertir de nuevo en Alemania.
El gobierno polaco prefirió usar la denominación de Territorios recuperados, asegurando una especie de continuidad ya que estos territorios fueron gobernados por etnias polacas durante más de un milenio antes de la Segunda Guerra Mundial y fueron recuperados de la Alemania Nazi después de 1945.

### Expulsión de alemanes y su reasentamiento

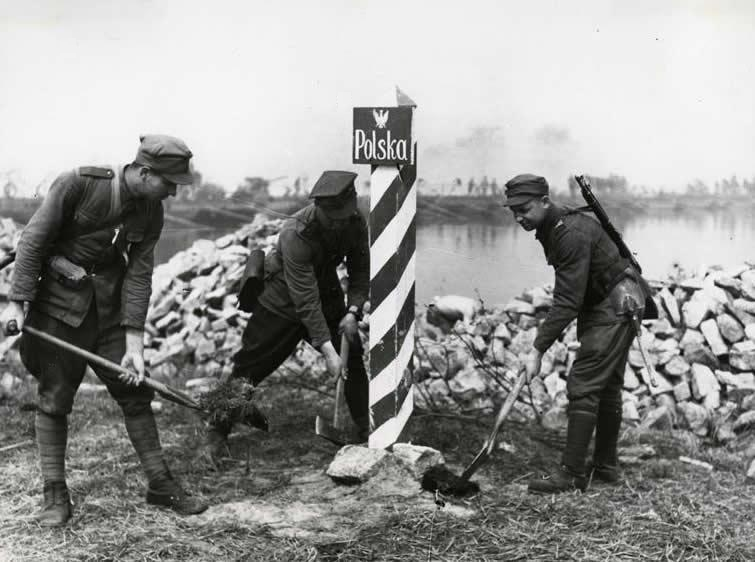
Cavando la nueva frontera polaco-alemana en 1945.

La mayoría de la población de habla alemana al este de la línea Oder-Neisse (alrededor de 10 millones solo en ostgebiete) que aún no habían sido evacuados por las autoridades alemanas o huidos del avance del Ejército rojo en el invierno de 1944-1945 fueron expulsados. Aunque antes de la posguerra fuentes alemanas cifran el número de evacuados y expulsados alrededor de 16 millones, y muertos entre 1,7 millones y 2,5 millones. Hoy día, los números que manejan algunos historiadores son considerados exagerados, y serían más fiables alrededor de 400.000 a 600.000. Algunas estimaciones recientes cifran en 14 millones los refugiados alemanes, y medio millón de muertos durante la evacuación y la expulsión.
Al mismo tiempo, los polacos de Polonia Central, los polacos expulsados de la antigua Polonia oriental, retornaron del internamiento y los trabajos forzados a los que habían sido sometidos en la Alemania Nazi, los ucranianos fueron reasentados de forma forzosa en la Operación Vistula y muchos judíos fueron asentados en los territorios ganados por Polonia, mientras que el norte de la antigua Prusia oriental, el (Óblast de Kaliningrado) fue convertido en una zona militar y consecuentemente recibió reasentamiento de rusos.

### Ostpolitik
Durante los años 70, mientras que Willy Brandt era el canciller de la República Federal Alemana (RFA), la RDA continuó la política de asunto exteriores de Ostpolitik abandonando elementos de la Doctrina Hallstein. La RFA "abandonó" sus reclamaciones respecto la autodeterminación de los alemanes y su reunificación, reconociendo de facto la existencia de la República Democrática Alemana (RDA) y la línea Óder-Neisse." Subconsecuentemente, entre 1970 y 1973, la RFA entabló relaciones amistosas sucesivamente con, la Unión Soviética (el Tratado de Moscú de 1970), Polonia (el Tratado de Varsovia de 1970), la RDA (el Tratado Básico de 1972) y Checoslovaquia (el Tratado de Praga de 1973), con lo que se fue acomodando al orden existente en Europa en la década de los años 70.

### Estado moderno
Por cerca de 20 años, la "cuestión alemana" fue silenciada por tres fenómenos relacionados:
- Con el paso del tiempo quedaba menos gente que tuviese conocimiento de primera mano de vivir en dichas regiones bajo autoridad alemana.
- Bajo el Tratado de reasentamiento final respecto de Alemania, la posición oficial del gobierno alemán sobre el estatuto de los territorios al este de los ríos Oder–Neisse vaciados de población de etnia alemana era que estaban "temporalmente bajo administración polaca (o soviética)." Entre 1970 y 1990, la política de Alemania Occidental fue el reconocimiento gradual de facto de la situación sobre el terreno, y por consiguiente, la aceptación de las cláusulas del Tratado sobre el acuerdo final con respecto a Alemania, por el cual Alemania renunciaba a cualquier tipo de derecho sobre los territorios al este de la línea Óder–Neisse.

El problema con el estatuto de estos territorios fue el documento definitivo de la Conferencia de Potsdam de 1945 ya que no fue un documento de negociación de tregua legal, sino un memorando entre la Estados Unidos, el Reino Unido y la Unión Soviética. Este memorando, regulaba la frontera este de Alemania, que sería la línea Óder–Neisse, pero el artículo final de dicha exposición especificaba que las decisiones finales sobre Alemania debían ser objeto de un tratado de paz por separado.
El tratado fue ratificado en 1991 por la Alemania reunificada, Estados Unidos y Polonia, y finalmente, resolvió la cuestión de la frontera Oder-Neisse por el Tratado fronterizo germano-polaco en noviembre de 1990. Esto puso fin al limbo legal, lo que significa que durante 45 años, la gente de ambos lados de la frontera no podían estar seguro si el statu quo alcanzado en 1945 podría ser cambiado en una fecha futura.
- La expansión hacia el este de la Unión Europea (EU) que tuvo lugar el 1 de mayo de 2004, significó que cualquier alemán que quisiera vivir y trabajar en Polonia, y en otro logar al este de la Línea formada por los ríos Oder y Neisse, podía hacerlo sin pedir un permiso. Algunas restricciones sobre compra de tierras o edificios han estado vigentes durante unos cuantos años. Por otro lado, los alemanes expulsados y refugiados son ahora libres de visitar sus antiguos hogares sin dificultades. Polonia entró en el espacio Schengen el 21 de diciembre de 2007, el cual permitió que los movimientos interfronterizos fuesen aún más sencillos.

Durante el proceso de Reunificación alemana, el canciller Helmut Kohl aceptó los cambios territoriales que sucedieron a la Segunda Guerra Mundial. Esto causó el descontento de la Federación de expulsados. Algunos polacos temieron una posible reactivación de su trauma de 1939, a través de una segunda invasión alemana; ahora mismo con los alemanes volviendo a comprar tierras, les sale mucho más barato. Eso ocurrió en una menor escala de lo que se esperaba, y desde que la costa del mar Báltico de Polonia se ha vuelto popular entre los turistas alemanes, estos son bien recibidos. El así llamado "turista de la nostalgia" el cual era percibido como algo agresivo, en la década de los 90 (del siglo XX) se vio más como una bienintencionada nostalgia sin ningún deseo de ira o deseo de volver a los perdidos territorios.
Algunas organizaciones de Alemania aún reclaman estos territorios para Alemania o su propiedad para los civiles alemanes.
La Fundación de Prusia (o la Sociedad de Reclamación de Prusia), con probablemente menos de un centenar de miembros, reabrió la vieja disputa en diciembre de 2006, remitiendo 23 reclamaciones individuales al gobierno polaco a través del Tribunal Europeo de Derechos Humanos de Estrasburgo acerca de la compensación o devolución de la propiedad de sus miembros, perdida a consecuencia del reasentamiento al final de la Segunda Guerra Mundial. Un experto en leyes internacionales, enviado conjuntamente por Alemania y Polonia confirmó que las acción iniciada por Fundación de Prusia tenía una pequeña posibilidad de triunfar. Pero el gobierno alemán no pudo evitar que dichas solicitudes se realizasen, generando un comentario del gobierno polaco a través de Anna Fotyga, Ministra de Asuntos Exteriores, quien expresó "su más profunda preocupación al recibir la información acerca de una demanda contra Polonia presentada por la Fundación de Prusia ante el Tribunal Europeo de Derechos Humanos". El 9 de octubre de 2008, el Tribunal Europeo de Derechos Humanos declaró el caso de  Preussische Treuhand v. Poland  inadmisible, ya que la Convención Europea de Derechos Humanos no puede imponer obligaciones a los Estados miembros de devolver propiedades que ya habían sido transferidas antes de que estos, firmasen la Convención.
Después de que el NPD ganase 6 asientos en el parlamento de Mecklemburgo-Pomerania Occidental en septiembre de 2006, el líder del partido, Udo Voigt, declaró que su partido reclamaba las fronteras históricas de Alemania, y que cuestionaba las actuales fronteras y los tratados que las decidieron.

## Los antiguos territorios orientales en la historia de Alemania
Los antiguos territorios orientales han sido escenario de numerosos eventos importantes en la historia de Alemania, pero a día de hoy en Polonia se ven más como asuntos de interés extranjero que asuntos de interés local. Esto incluye batallas victoriosas de Federico el Grande como la Batalla de Mollwitz en 1741, la Batalla de Hohenfriedberg en 1745, la Batalla de Leuthen (1757) y la Batalla de Zorndorf (1758), y su derrota en la Batalla de Gross-Jägersdorf en 1757 y en la Batalla de Kunersdorf en 1759. El historiador Norman Davies describe Kunersdorf como "el mayor desastre prusiano" y la inspiración de la elegía de Christian Tiedgea "La humanidad masacrada por el engaño en el Altar de la sangre". En las Guerras napoleónicas la ciudad de Kolberg de Pomerania fue sitiada en 1807 (inspirando una película de propaganda en la Segunda Guerra Mundial) mientras que la Grande Armée francesa obtuvo la victoria en la Batalla de Eylau en Prusia Oriental el mismo año. En la Primera Guerra Mundial, Paul von Hindenburg obtuvo victorias críticas en la Batalla de Tannenberg y la Batalla de los lagos Masurianos, expulsando a las fuerzas rusas.
Numerosos personajes de la historia alemana nacieron o residieron en estos territorios. La lista incluye políticos, hombres de estado y líderes nacionales tales como Friedrich von Gentz, Adalbert Falk, Ferdinand Lassalle y Eduard Lasker; Catalina la Grande, Emperatriz de Rusia; Cancilleres: Leo von Caprivi y Georg Michaelis, y el jurista Helmuth James Graf von Moltke. Field Marshals Paul von Hindenburg, Hermann von Eichhorn y Günther von Kluge también nacieron en el este, así como los generales Erich von Falkenhayn y Heinz Guderian, los hombres de las SS Erich von dem Bach-Zelewski y Kurt Daluege, ases del aire como Manfred von Richthofen y su tío, el geógrafo y explorador Ferdinand von Richthofen. Científicos tales como físicos y matemáticos: David Hilbert, Max Born, y Walther Nernst, e inmunobiólogos Paul Ehrlich. Filósofos y teólogos como Immanuel Kant, Arthur Schopenhauer y Friedrich Daniel Ernst Schleiermacher, e historiadores Heinrich Graetz y Gottfried Bernhardy. El este también fue le hogar de poetas como Martin Opitz, Angelus Silesius, Andreas Gryphius, Friedrich von Logau, y Ewald Christian von Kleist. Otras eminentes figuras culturales de la región incluye coleccionistas de música folk Johann Gottfried Herder y el cantante, pianista, director y compositor George Henschel; novelistas y dramaturgos como Joseph Freiherr von Eichendorff, Gustav Freytag, E. T. A. Hoffmann, Arnold Zweig, Gerhart Hauptmann y Günter Grass;y pintores como Karl Friedrich Lessing y Adolph Menzel.

## Lectura complementaria
- Las emociones prevalecen en las relaciones entre alemanes, checos y polacos, sucesos chechos, 21 de diciembre de 2005
- José Ayala Lasso. Speech to the German expellees, Day of the Homeland, Berlin 6 August 2005 Lasso was the first United Nations High Commissioner for Human Rights (1994–1997)
- Ryszard W. Piotrowicz. The Status of Germany in International Law: Deutschland uber Deutschland? The International and Comparative Law Quarterly, Vol. 38, No. 3 (Jul., 1989), pp. 609–635 "The purpose of this article is to consider the legal status of Germany from 1945 to [1989]"

- Datos: Q700842
- Multimedia: Former eastern territories of Germany / Q700842